# Stemmeisen & Zündschnur
Stemmeisen & Zündschnur (st&z) seit 2014 zündschnur & bänd sind eine Vorarlberger bzw. Bregenzerwälder Musikgruppe im Genre der neuen Volksmusik.

## Geschichte

### Gründungsjahre
Gegründet wurde die Band eher zufällig bei einem Englandaufenthalt der beiden Gründungsmitglieder Hermann Stadelmann und "Ulli" Ulrich Troy. Nach einem ersten wilden Auftritt in einem Pub in Billericay, Essex, wo die beiden englische und auch Lieder im Bregenzerwälder Dialekt sangen, wobei nach Behauptung von Stadelmann die Gäste dies für einen ganz alten keltischen Dialekt hielten, fanden sie Gefallen an dieser Zweierkonstellation und beschlossen die Gründung der Band.
Ein Name war rasch gefunden. Bei seinen frühen nächtlichen Streifzügen wurde Hermann von einem Bekannten oft mit „He, du altes Stemmeisen, lebst du noch?“ begrüßt, weshalb ihm dieser Name blieb. Ein passender Name für Troy wurde dann kurzerhand wahrscheinlich „bei einem Reise- und Kreativachtele im ehemaligen Gasthof Engel“ gefunden. Im Jahre 1977 folgten einige Auftritte in lokalen Gasthöfen und Festveranstaltungen und im Herbst '77 nahmen die beiden ihre erste Musikkassette mit dem Namen „à Wäldarfise“, zu deutsch, ein (Bregenzer-)Wälder Fest, auf. Es wurden hauptsächlich bekannte Melodien mit Mundarttexten hinterlegt.

### Erste Pause von 1978 bis 1990
Aufgrund der Lehrtätigkeit der Bandmitglieder an der Musikschule bzw. am Gymnasium in Egg beendeten sie mit Schuljahresbeginn 1978/79 vorerst ihre Musikerkarriere. In den folgenden zwölf Jahren gab es nur äußerst vereinzelte Auftritte bei lokalen Veranstaltungen.

### Comeback mit "Allad no a Fise?" 1990
Auf Drängen eines Freundes der Band, Ulrich Gabriel, wurden 1990 die dichterisch-musikalischen Tätigkeiten wieder aufgenommen. Rolf Aberer, Leiter des Jazzseminar Dornbirn, gesellte sich als Bassist und Arrangeur zur Band hinzu. Im Mai wurde endlich die neue MC "Allad no a Fise?" (Immer noch ein Fest?) präsentiert. Es folgte eine erste Tournee im Bregenzerwald mit lokalen Dichterbekanntheiten. Auch ein Auftritt in Vorarlberg Heute wurde zur Veröffentlichung ausgestrahlt. 1991 fanden auch erste Konzerte außerhalb des Bregenzerwaldes statt. Die sogenannte "1. Ländlertournee" umfasste sechs Konzerttermine im österreichischen Rheintal.
Schon im November 1991 erschien der nächste Tonträger, erstmals in CD-Format mit dem Titel D & d, drübor & drundor (darüber & darunter). Auf dieser CD war auch der sogenannte „erste Bregenzerwälder Rap“ zu finden. Der ORF drehte zur Präsentation einen Videoclip. Die Tournee verlief mit Unterbrechungen von November 1991 bis September 1992, wobei im Juni auch ein erstes Konzert in der Bundeshauptstadt Wien stattfand.
Im April 1993 erschien die CD/MC "Göbol- und Gomarleodor" (Kinder- und Wiegenlieder), welche eine weitere Tour mit 19 Konzerten nach sich zog. In den folgenden Jahren spielten st&z einige Konzerte im deutschsprachigen Raum und präsentierten im Oktober '95 ihre vorerst letzte Produktion mit dem Namen "Wälder wollt ihr ewig singen?". Im Oktober des Folgejahres spielten sie ihr Abschlusskonzert.

### Zweite Pause von 1996 bis 2005
Die zweite Pause dauerte, darüber scherzte die Band nach dem erneuten Comeback, "nur 10 Jahre". Sie wurde im September 2005 beendet, als st&z an einem Benefizkonzert zugunsten der Opfer der Hochwasserkatastrophe 2005 teilnahmen und begeistert umjubelt wurden.

### Wiedervereinigung 2006
Im Frühjahr erschien schließlich eine neue Produktion, die erstmals in der aktuellen Besetzung aufgenommen wurde und, im Gegensatz zu den älteren Werken, nur aus Eigenkompositionen bestand. Der Titel der CD lautete schlicht "jo", was als Antwort auf den Vorgänger "Wälder wollt ihr ewig singen?" zu interpretieren war. Die Comebacktournee führte die Mitglieder über die Landesgrenzen hinaus nach Deutschland und umfasste 34 Termine, die zumeist restlos ausverkauft waren. 2008 erschien dann die erste Best-Of-'live-CD', die eine erneute Tour nach sich zog. Im gleichen Jahr erschien auch ihre siebte CD mit dem Namen "dia Sibt" (die Siebte). Nach einer weiteren Tour verkündete die Band eine weitere Pause, die aber "aufgrund ihres fortgeschrittenen Alters nicht mehr so lange dauern sollte bzw. könne wie die vorigen Beiden".

### Dritte Pause 2009 bis 2014
Nach dem Abschlusskonzert wurde auf der Homepage der Band verlautbart, dass 2010 zwei Konzerte in Urbesetzung stattfinden würden. Eine Wiederholung ist wiederum geplant für das Frühjahr 2012. Ulrich Troy hat inzwischen eine zweite Band mit dem Namen Kleaborar Bahnteifl gegründet, mit der er ebenfalls schon fünf erfolgreiche Touren absolviert hat. 2012 erschien – in Zusammenarbeit mit der renommierten Bregenzerwälder Firma CAPO – ein Videoclip zum "Beckotobol Goscht", einer Coverversion von "the Yodeling Ghost" von Patsy Montana mit Bregenzerwälder Text.

### Neustart 2014
Nach dem gesundheitsbedingten Rücktritt von Hermann (Stemmeisen) Stadelmann und der offiziellen Verabschiedung bei der großen Ma-Hilft Gala des Vorarlberger Medienhauses im Dezember 2013, beschlossen die restlichen Bandmitglieder einen Neustart im Jahre 2014. Neu in der Band – welche nun umbenannt wurde in zündschnur & bänd – ist Irma-Maria Troy, die Tochter von Ullrich Troy.
Die Präsentation der neuen CD ObAcht erfolgte im November 2014, im ORF-Landesstudio Vorarlberg. Die darauffolgende Tournee von November 2014 bis Dezember 2015 umfasste insgesamt 25 Konzerttermine, allesamt in Vorarlberg.

### 40-Jahr-Jubiläum
Im April 2016 feierten zündschnur & bänd das 40-Jahr-Jubiläum mit einer neuen Tournee. Bei diesem Programm handelte es sich um eine Art ’Best-of-Programm’, bei dem viele alte Hits und Klassiker präsentiert wurden (alle neu arrangiert von Rolf Aberer). Ebenso kam es zur Aufführung eines neuen Videoclips mit dem Titel: Der Mord in Schwarzenberg – Anno 1891 – Eine zeitlose Moritat. Dabei handelt es sich um die filmisch-musikalische Umsetzung eines spektakulären Mordfalles in Schwarzenberg im Jahre 1891.

### Vierte Pause 2017 bis 2019
Nach 23 Konzerten der Best-of Tournee folgte eine weitere Pause. Eine Fortsetzung von und mit Zündschnur & Bänd ist geplant für den Herbst 2019.
Die einzelnen Bandmitglieder sind mittlerweile bei diversen anderen Projekten engagiert. Zündschnur Ulli Troy absolviert mit den Kleaborar Bahnteifl eine Best-of Tournee (10 Jahre Bahnteifl & Otto Hofer) und hatte zwei Auftritte in einer ganz neuen Formation, den Baggerboys. Zu zwei politisch hochbrisanten Themen, dem Müllskandal der Firma Häusle GmbH in Lustenau und ein geplanter Kiesabbau an der Kanisfluh, produzierten sie – George Nußbaumer, Wolfgang Verocai und Ulli Troy – jeweils ein Lied mit dazugehörigem Videoclip, Geäle Bagger (2016) und Kanisfluh (2017).
Zu Weihnachten 2017 entstand ein neues Weihnachtslied mit dem Titel Viel tausod Kerza brennod hüt.
Im Februar 2019 wurde die musikalische Satire über die österreichische Bundesregierung unter Sebastian Kurz veröffentlicht: Die Kurz & Kickl Kavallerie.

### Neustart 2019
Im Oktober 2019 erfolgte der mittlerweile fünfte (Neu-) start. Das aktuelle Programm enthält 15 neue Lieder. Nach insgesamt acht ausverkauften Veranstaltungen mussten im März 2020 alle weiteren Termine wegen der Coronakrise abgesagt werden. Im Herbst 2020 sollen alle Termine nachgeholt werden.

### Abschiedstournee – die letzten 4
Nach zwei sehr mühsamen Jahren während der Corona-Pandemie mit vielen Proben, Terminplanungen, Absagen, erneuten Proben und erneuten Absagen präsentierten zündschnur & bänd – bestehend aus Rolf Aberer, Zündschnur’s Wieborsito (Evelyn Fink-Mennel, Isabella Fink, Irma-Maria Troy), Sattlars Mike (Michael Moosbrugger) und Ulli Troy (Zündschnur) – 2022 schließlich mit „die letzten 4“ ein Programm mit Highlights aus insgesamt 45 Jahren ihres musikalischen Schaffens.

## Diskografie

### Studioalben
- 1977: à Wäldarfise (MC)
- 1990: Allad no a Fise ? (MC)
- 1991: D & d (Drübor und drundor)
- 1993: Göbol- und Gomarleodor
- 1995: Wälder, wollt ihr ewig singen?
- 2006: jo
- 2008: dia Sibt
- 2014: ObAcht

### Live-Alben
- 2008: bes(ch)t of st&z

### DVD
- 2006: dor Schluchohund

### Gedicht
- 2008: Hildegard, I will di gad (Aufnahme "Mike")

### Videos
- 1990: D&d[6]
- 2006: a Stund a Tag a Johr[7]
- 2006: dor Schluchohund[8]
- 2009: Gemmor no an Reiseachtl; Bayr. Fernsehen – Bei uns dahoam[9]
- 2012: dor Beckotobol Goscht[10]
- 2012: The Making-of ... dor Beckotobol Goscht[11]
- 2014: Dor Obod goht übor i d'Naht[12]
- 2015: Regennacht[13]
- 2016: St. Arnold; Bayr. Fernsehen – Musik in den Bergen[14]
- 2016: Der Mord von Schwarzenberg – eine zeitlose Moritat[15]
- 2016: Geäle Bagger (Die Baggerboys)[16]
- 2017: Kanisfluh (Die Baggerboys)[17]
- 2017: Viel tausod Kerza brennod hüt (Chorgemeinschaft Bregenzerwald)[18]
- 2019: Die Kurz & Kickl Kavallerie[19]
- 2020: s'Wäldar ABC[20]
- 2020: I bea zwor ou a Wäldare[21]
- 2022: Abschlusstournee; V-Heute in Göfis (18. März 2022)[22]
- 2022: Abschlusskonzert – Hildegard[23]
- 2022: Abschlusskonzert – Strip Polka[24]
- 2022: Abschlusskonzert – Jodel Medley[25]

## Auszeichnungen
- 1992: Förderungsgabe des Landes Vorarlberg[26]